# Péninsule de Fletcher

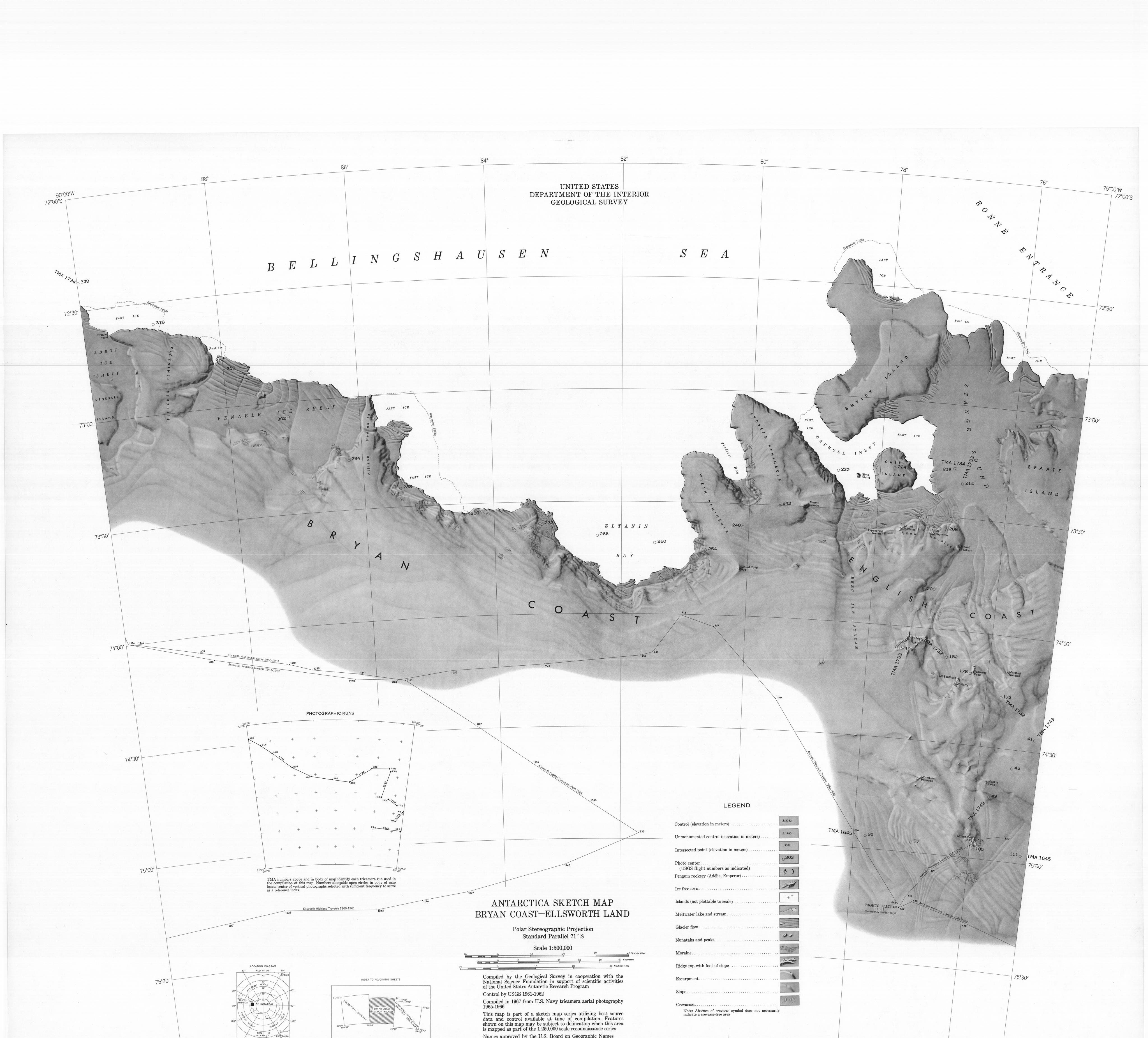

La péninsule de Fletcher est une péninsule de la côte d'Antarctique occidental au nord-ouest de la terre d'Ellsworth. Elle s'avance dans la mer de Bellingshausen et sépare la barrière d'Abbot vers l'ouest de la barrière de Venable vers l'est. Elle se termine par le cap Waite, qui sépare la côte de Eights à l'ouest de la côte de Bryan à l'est. Elle a été baptisée en l'honneur de Fred C. Fletcher, membre de l'United States Antarctic Program en 1939-1941.